# Enrico Gasparri

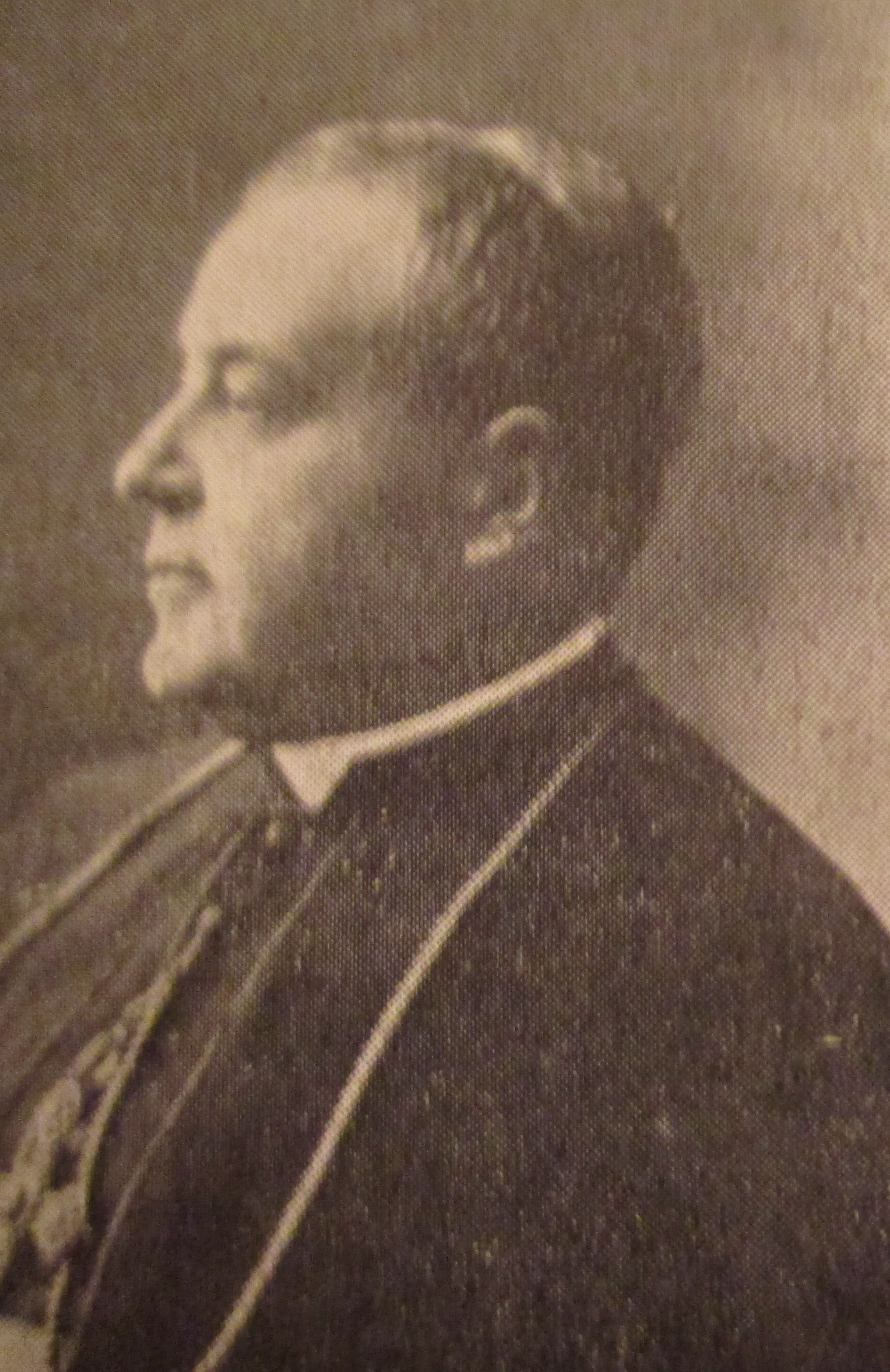
Enrico Kardinal Gasparri (um 1939)

Enrico Kardinal Gasparri (* 25. Juli 1871 in Ussita, Provinz Macerata, Italien; † 20. Mai 1946 in Rom) war ein italienischer Geistlicher, Diplomat des Heiligen Stuhls und Kurienkardinal der Römischen Kirche.

## Leben
Enrico Gasparri war ein Neffe des Kardinalstaatssekretärs Pietro Gasparri, welcher 1929 die Lateranverträge unterschrieb. Nach Studien der Theologie und der Rechte in Nepi und Rom wurde er zum Doctor theologiae sowie zum Doctor iuris utriusque promoviert. Am 10. August 1894 empfing er das Sakrament der Priesterweihe für das Bistum Rom.
Am 13. November 1915 wurde er von Papst Benedikt XV. zum Apostolischen Delegaten in Kolumbien und am 9. Dezember desselben Jahres zum Titularerzbischof von Sebastea ernannt. Die Bischofsweihe spendete ihm am 12. Dezember 1915 der spätere Kardinal Vittorio Amedeo Ranuzzi de’ Bianchi; Mitkonsekratoren waren Donato Sbarretti, Assessor bei der Kongregation des Heiligen Offiziums, und Luigi Ermini, Bischof von Caiazzo. Gasparri wurde am 8. Mai 1916 Internuntius und am 20. Juli 1917 Apostolischer Nuntius in Kolumbien. Am 1. September 1920 wurde er zum Apostolischen Nuntius in Brasilien ernannt.
Im Konsistorium vom 14. Dezember 1925 wurde Enrico Gasparri von Papst Pius XI. zum Kardinal kreiert und erhielt drei Tage darauf als Kardinalpriester die Titelkirche San Bartolomeo all’Isola. Seine Kreierung war eine Ausnahme des Kanonischen Rechts, nachdem es untersagt war, den Neffen eines lebenden Kardinals ins Kardinalskollegium aufzunehmen. Im Dezember 1933 erhob ihn Pius XI. zum Kardinalbischof von Velletri, nachdem er ihn bereits im Mai desselben Jahres als Präfekt an die Spitze der Apostolischen Signatur berufen hatte. Diese Aufgabe erfüllte Kardinal Gasparri bis zu seinem Tod 1946. Er nahm am Konklave 1939 teil, das Pius XII. zum Papst wählte. Am 26. Februar 1942 wurde er Kardinalsubdekan.
Kardinal Gasparri starb 1946 im Alter von 74 Jahren und wurde auf dem Friedhof Sacrofano in Rom beigesetzt.